# Judentum auf Malta
Das Judentum auf Malta hat eine lange Geschichte, dokumentiert durch zahlreiche erhaltene Orte und Bauwerke. Dazu zählen die Katakomben nahe Rabat, ein Judentor und ein jüdischer Seidenmarkt in Mdina (The old Jewish Silk Market), der Straßenname Triq tal-Lhud und ein Judentor in Valletta (Jews Sally Port), jüdische Friedhöfe. Auf der Insel Comino lebte der jüdische Mystiker Avraham Abulafia (Ende des 13. Jahrhunderts) und verfasste hier mehrere Schriften wie das Buch des Zeichens (Seper ha Ot) oder das Meditationshandbuch Worte der Schönheit (Imrei Shefer).
Die Synagoge in Malta ist das einzige jüdische Gotteshaus in dem Inselstaat. Der Neubau in der Stadt Xbiex löste die jahrhundertelang zuvor genutzte Synagoge in Valletta ab, die in den 1980er Jahren abgetragen wurde.

## Geschichte
Die Wurzeln des Judentums auf Malta reichen mindestens bis in das 3. Jahrhundert zurück, als die Insel zum Römischen Reich gehörte.
Während der spanischen Herrschaft auf Malta, ab 1493, mussten Juden, die sich nicht taufen ließen, das Land verlassen. So flohen sie mit ihren Familien nach Nordafrika, in die Türkei oder auf den Balkan.
Um 1530 übernahmen die Malteser Ritter (Johanniter) den Inselstaat. Hier gebliebene Juden wurden nun als Sklaven angesehen, sie durften sich aber eigene Gebetshäuser errichten.
Nachdem Napoléon 1798 Malta erobert hatte, siedelten sich zahlreiche Juden in den Städten neu an und galten nun als freie Bürger. Während der nachfolgenden britischen Herrschaft wanderten weitere Menschen jüdischen Glaubens ein. Trotzdem zählte die jüdische Gemeinde offiziell nie mehr als 500 Mitglieder, weshalb auch erst ab dem 19. Jahrhundert ein Rabbiner bestellt wurde.
Während des Zweiten Weltkriegs kamen einige jüdische Familien aus dem von Nationalsozialisten beherrschten Deutschland auf die Insel.
Die alte Synagoge in der Hauptstadt, die wohl aus dem 14. Jahrhundert stammte, wurde abgerissen. (Eine Quelle nennt dafür das Jahr 1979, eine andere Quelle berichtet, dass der Abriss erst 1995 stattfand). Dafür errichtete die Gemeinde in der Stadt Ta’ Xbiex einen im Jahr 1998 fertig gestellten und 2000 eingeweihten Neubau, die New Synagogue. Der Bau wurde mit Spenden von jüdischen Einrichtungen aus aller Welt finanziert.
In Valletta wurde eine Betstube eingerichtet, die sich in einer zum Gemeindezentrum umfunktionierten Etagenwohnung mit 5 Räumen befindet. An der Stirnwand steht der Aron Hakodesch mit den Torarollen, davor ein Pult für den Vorbeter und es gibt Stühle für die Gemeindemitglieder.
In Mdina machten die Juden zeitweilig fast ein Drittel der Bevölkerung aus. In dieser Stadt diente der Palazzo Falson, inzwischen ein Museum, bis Mitte des 20. Jahrhunderts als Synagoge.
Im Ort Imsida gab es vor der Ankunft der Araber auf Malta 870 ebenfalls eine Synagoge, die bis auf die Grundmauern abgetragen wurde. Darauf errichteten die Einwohner die Kirche zur Unbefleckten Empfängnis.
Schließlich eröffnete die Gemeinde 2013 in der Nachbarschaft der neuen Synagoge im Ort St Julians (Triq Gorg Borg Olivier 83) ein Chabad-Zentrum, in welchem unter anderem das Restaurant L'Chaim, ein streng koscheres Restaurant, das erste in ganz Malta, betrieben wird.
Im 21. Jahrhundert gehören der jüdischen Gemeinde in Malta zwischen 150 und 200 Gläubige an – verstreut auf die drei Inseln Malta, Gozo und Comino. Sie vertreten die unterschiedlichsten Herkunftsbereiche (sephardische, ashkenasische, orthodoxe, Reformer und Liberale). Zuwachs erhielten die Malteser Juden seit dem Ende des 20. Jahrhunderts durch jüdische Studenten aus anderen europäischen Ländern und zehn Paare aus Israel. Ihren Lebensunterhalt bestreiten sie mit Arbeiten in Computerfirmen, auch durch Handel mit speziell auf die Ansprüche des jüdischen Lebens zugeschnittene Produkte wie Kosmetika (unter anderem vom Toten Meer), koschere Lebensmittel oder weitere koschere Imbissangebote. Der Rabbiner Chaim Segal aus Israel, im Jahr 2012 von der jüdischen Gemeinde auf die Insel geholt, führt unter anderem regelmäßige Dienstags-Schul und Schabbat-Gottesdienste durch. Der vorher in Malta tätige Rabbiner hieß Ohayon, dessen Nachkommen auch weiterhin in Malta leben. Der Sohn, Abram Ch. Ohayon ist Vorsitzender der Jüdischen Gemeinde und gleichzeitig Kofferfabrikant. Der Enkel Reuben Ohayon ist auch in der Gemeinde aktiv.
Das Vorhandensein eines rituellen Bades (Mikweh) zeugt ebenfalls vom aktiven jüdischen Leben in Malta.
Es gibt drei jüdische Friedhöfe in Malta, die nach vorheriger Anmeldung bei der örtlichen Gemeindeverwaltung besucht werden können:
- Kalkara, hier befindet sich der kleinste Begräbnisplatz (nur 100 Quadratmeter groß und von einer Mauer umgeben). Er wurde 1784 eröffnet und wird nicht mehr aktiv genutzt.
- Ta’ Braxia in Pietà, er liegt ganz in der Nähe von Vallettas größtem nichtkonfessionellem Friedhof und wurde 1834–1880 genutzt.
- Marsa (an der Südspitze des Grand Harbour), 1879 angelegt und der einzige noch aktiv genutzte jüdische Friedhof in Malta.

Des Weiteren wurden mehr als sechs jüdische Gräber im Katakombensystem bei Rabat (St Paul’s, manchmal auch St Agatha’s Katakomben genannt) anhand des Menora-Symbols über dem Felsentor nachgewiesen.